# ラヤン・アイト＝ヌーリ
ラヤン・アイト＝ヌーリ（アラビア語: رَيَّان آيَت نُورِيّ, ラテン文字転写: Rayan Aït-Nouri, 2001年2月6日 - ）は、フランス・モントルイユ出身のプロサッカー選手。マンチェスター・シティFC所属。アルジェリア代表。ポジションはディフェンダー（サイドバック）。

## 経歴

### クラブ
アルジェリア出身の両親を持つ。2014年にパリの下部組織に入団したが、クラブとの間に生じた金銭的な問題を肩代わりする契約で、2016年にアンジェに移った。2018年2月、アンジェと3年間のプロ契約を交わした。
2019-20シーズンから出場機会を増やすと、開幕節のボルドー戦でアシストを記録するなど幸先のよいスタートを切った。しかし2020年1月11日、第20節のニース戦でのイシャム・ブダウィとの接触プレイで顎を骨折する重傷を負い、シーズンの残りの試合は欠場を余儀なくされた。2020年5月11日には、アンジェと2023年までの契約延長に合意した。
2020年10月4日、イングランドのウルヴァーハンプトン・ワンダラーズにローン移籍。買い取りオプションが設定されている。
2021年7月9日、ウルヴスは買い取りオプションを行使し、5年契約（+1年の延長オプション）で完全移籍となった。
2025年6月9日、5年契約でマンチェスター・シティに完全移籍。移籍金は3,100万ポンドと報じられている。

### 代表
フランスの世代別代表としてプレイし、UEFA U-19欧州選手権予選、UEFA U-21欧州選手権予選などに出場した。
2020年以降、世代別代表から遠ざかっていたこともあり、2023年1月にアルジェリア代表を選択した。2023年3月23日、アフリカネイションズカップ予選のニジェール戦でアルジェリア代表初出場。

## 個人成績

### クラブ
| 国内大会個人成績 | 国内大会個人成績       | 国内大会個人成績 | 国内大会個人成績 | 国内大会個人成績 | 国内大会個人成績 | 国内大会個人成績 | 国内大会個人成績 | 国内大会個人成績 | 国内大会個人成績 | 国内大会個人成績 | 国内大会個人成績 |
| 年度             | クラブ                 | 背番号           | リーグ           | リーグ戦         | リーグ戦         | リーグ杯         | リーグ杯         | オープン杯       | オープン杯       | 期間通算         | 期間通算         |
| 年度             | クラブ                 | 背番号           | リーグ           | 出場             | 得点             | 出場             | 得点             | 出場             | 得点             | 出場             | 得点             |
| フランス         | フランス               | フランス         | フランス         | リーグ戦         | リーグ戦         | F・リーグ杯      | F・リーグ杯      | フランス杯       | フランス杯       | 期間通算         | 期間通算         |
| ---------------- | ---------------------- | ---------------- | ---------------- | ---------------- | ---------------- | ---------------- | ---------------- | ---------------- | ---------------- | ---------------- | ---------------- |
| 2018-19          | アンジェ               | 2                | リーグ・アン     | 3                | 0                | 0                | 0                | 0                | 0                | 3                | 0                |
| 2019-20          | アンジェ               | 2                | リーグ・アン     | 17               | 0                | 0                | 0                | 0                | 0                | 17               | 0                |
| 2020-21          | アンジェ               | 2                | リーグ・アン     | 3                | 0                | -                | -                | 0                | 0                | 3                | 0                |
| イングランド     | イングランド           | イングランド     | イングランド     | リーグ戦         | リーグ戦         | FLカップ         | FLカップ         | FAカップ         | FAカップ         | 期間通算         | 期間通算         |
| 2020-21          | ウルヴァーハンプトン   | 3                | プレミアリーグ   | 21               | 1                | 0                | 0                | 3                | 0                | 24               | 1                |
| 2021-22          | ウルヴァーハンプトン   | 3                | プレミアリーグ   | 23               | 1                | 2                | 0                | 2                | 0                | 27               | 1                |
| 2022-23          | ウルヴァーハンプトン   | 3                | プレミアリーグ   | 21               | 1                | 4                | 1                | 2                | 0                | 27               | 2                |
| 2023-24          | ウルヴァーハンプトン   | 3                | プレミアリーグ   | 33               | 2                | 2                | 0                | 3                | 1                | 38               | 3                |
| 2024-25          | ウルヴァーハンプトン   | 3                | プレミアリーグ   | 37               | 4                | 1                | 0                | 3                | 1                | 41               | 5                |
| 2025-26          | マンチェスター・シティ | 21               | プレミアリーグ   |                  |                  |                  |                  |                  |                  |                  |                  |
| 通算             | フランス               | フランス         | リーグ・アン     | 23               | 0                | 0                | 0                | 0                | 0                | 23               | 0                |
| 通算             | イングランド           | イングランド     | プレミアリーグ   | 135              | 9                | 9                | 1                | 13               | 2                | 157              | 12               |
| 総通算           | 総通算                 | 総通算           | 総通算           | 158              | 9                | 9                | 1                | 13               | 2                | 180              | 12               |

### 代表
| アルジェリア代表 | 国際Aマッチ | 国際Aマッチ |
| 年               | 出場        | 得点        |
| ---------------- | ----------- | ----------- |
| 2023             | 4           | 0           |
| 2024             | 11          | 0           |
| 2025             | 3           | 0           |
| 通算             | 18          | 0           |